# Relaciones Brunéi-Guatemala
Las relaciones Guatemala-Brunei son las relaciones internacionales entre Brunéi y Guatemala. Los dos países establecieron relaciones diplomáticas el 30 de junio de 2004.

## Relaciones diplomáticas
Luego de los gobiernos militares en 1985, como parte de la política exterior de Vinicio Cerezo se abrieron relaciones diplomáticas con varios países. Brunéi y Guatemala mantienen relaciones diplomáticas el 30 de junio de 2004, y ambos países mantienen embajadores concurrentes desde Nueva York.
Se espera que en los próximos años, Guatemala asigne un embajador concurrente o una embajada residente.